# Just Dance: Disney Party
Just Dance: Disney Party est un jeu de la série Just Dance développé par le studio japonais Land Ho ! en association avec Disney Interactive Studios et édité par Ubisoft pour la Wii et Xbox 360. Le jeu est sorti dans le monde entier en octobre 2012. Le jeu est similaire à Just Dance Kids 2. De plus, toutes les chansons sont des versions originales, pas des reprises. Une suite, Just Dance: Disney Party 2, est sortie le 20 octobre 2015.

## Système de jeu
Le gameplay est identique aux autres jeux de la franchise d'Ubisoft, Just Dance. Les joueurs doivent exécuter des mouvements de danse spécifiques au rythme de la musique, en suivant une routine indiquée à l'écran et exécutée par des danseurs en direct. Si le joueur joue bien, en dansant avec précision et dans les temps, son score augmentera et une note sur 4 étoiles sera obtenue à la fin de la chanson.

## Liste des titres
La liste des pistes se compose d'un total de 25 chansons.
| Song                                 | Artist (English)                                                            | TV Show/Film                  | Year |
| ------------------------------------ | --------------------------------------------------------------------------- | ----------------------------- | ---- |
| "The Bare Necessities"               | Phil Harris et Bruce Reitherman                                             | Le Livre de la jungle         | 1967 |
| "C'est la fête"                      | Équipe du film                                                              | La Belle et la Bête           | 1991 |
| "Bibbidi-Bobbidi-Boo"                | Verna Felton                                                                | Cendrillon                    | 1950 |
| "Calling All the Monsters"           | China Anne McClain                                                          | Section Genius                | 2011 |
| "Everything Is Not What It Seems"    | Selena Gomez                                                                | Les Sorciers de Waverly Place | 2007 |
| "Everybody Wants to Be a Cat"        | Équipe du film                                                              | Les Aristochats               | 1970 |
| "Fly to Your Heart"                  | Selena Gomez                                                                | La Fée Clochette              | 2008 |
| "Following the Leader"               | Paul Collins, Tommy Luske et Tony Butala                                    | Peter Pan                     | 1953 |
| "Hang in There Baby"                 | Bridgit Mendler                                                             | Bonne chance Charlie          | 2010 |
| "Hawaiian Roller Coaster Ride"       | Kamehameha Schools Children et Mark Keali'i Ho'omalu                        | Lilo et Stitch                | 2002 |
| "Hey Jessie"                         | Debby Ryan                                                                  | Jessie                        | 2011 |
| "Hoedown Throwdown"                  | Miley Cyrus                                                                 | Hannah Montana, le film       | 2009 |
| "I Thought I Lost You"               | Miley Cyrus and John Travolta                                               | Volt, star malgré lui         | 2008 |
| "I've Got a Dream"                   | Mandy Moore, Brad Garrett, Tangled Ensemble, Zachary Levi et Jeffrey Tambor | Raiponce                      | 2010 |
| "It's a Small World"                 |                                                                             | It's a Small World            | 1964 |
| "The Muppet Show" Theme              | The Muppets                                                                 | The Muppet Show               | 1976 |
| "Shake It Up"                        | Selena Gomez                                                                | Shake It Up                   | 2010 |
| "S.I.M.P (Squirrels In My Pants)"    | 2 Guys n the Parque                                                         | Phinéas et Ferb               | 2008 |
| "Something That I Want"              | Grace Potter                                                                | Raiponce                      | 2010 |
| "Supercalifragilisticexpialidocious" | Équipe du film                                                              | Mary Poppins                  | 1964 |
| "That's How You Know"                | Amy Adams                                                                   | Il était une fois             | 2007 |
| "This Is Me"                         | Demi Lovato et Joe Jonas                                                    | Camp Rock                     | 2008 |
| "Twist My Hips (Watch Me)"           | Tim James et Nevermind                                                      | Shake It Up                   | 2010 |
| "Sous l'océan"                       | Équipe du film                                                              | La Petite Sirène              | 1989 |
| "We're All in This Together"         | Équipe du film                                                              | High School Musical           | 2006 |

## Accueil
- Gamekult : 4/10[3]
- Jeuxvideo.com : 12/20[4]